# Operazione Trio
L'operazione Trio (in serbo-croato: Operacija Trio) fu la prima operazione su larga scala contro i partigiani iugoslavi attuata dall'armata tedesco-italiana durante la seconda guerra mondiale e condotta nello Stato Indipendente di Croazia (NDH), che comprendeva la moderna Bosnia-Erzegovina.

## Storia
Fu condotta in due fasi all'interno della Bosnia orientale dal 20 aprile al 13 maggio 1942, con la milizia Ustaše e le forze della Guardia di Casa Croata che partecipano a fianco alle potenze dell'Asse. L'obiettivo dell'operazione era quello di indirizzare tutti i ribelli tra Sarajevo e il fiume Drina nella Bosnia orientale. Questi ulteriori gruppi erano guidati dai comunisti e dai Cetnici nazionalisti serbi. La differenziazione tra il rango e il grado delle due fazioni insorte era difficile, poiché anche i gruppi insorti guidarono i comunisti, costituiti principalmente da contadini serbi che avevano poca conoscenza degli obiettivi politici dei loro leader.

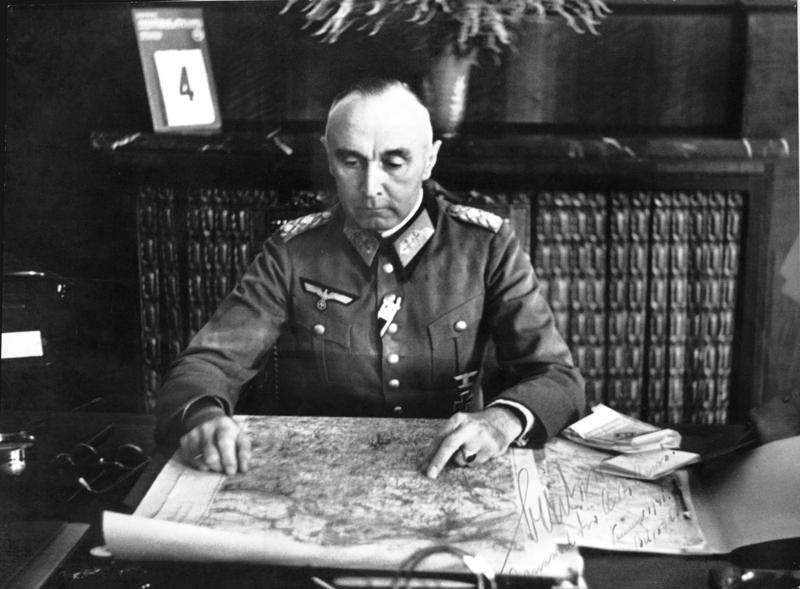
Il generale d'artiglieria Paul Bader mentre legge una cartina

L'operazione Trio consisteva in due parti: Trio I e Trio II. Insieme costituivano un elemento dello sforzo dell'Asse conosciuto come "Terza forza offensiva" (in serbo-croato: Treća neprijateljska ofenziva) nella storiografia jugoslava del dopoguerra. L'altro elemento costituiva nell'offensiva congiunta italiano-cetnica in Montenegro e nella Erzegovina orientale. La "Terza forza offensiva" era parte del "sette forze offensiva" nella storiografia jugoslava.
L'operazione era di limitata efficacia a causa di diversi fattori, tra cui l'azione preventiva della milizia Ustaše e dei ritardi italiani. L'area delle operazioni attraversava la linea di demarcazione tra le zone di occupazione tedesche e italiane all'interno della NDH, che portarono a sospetti reciproci e alla mancanza di coordinamento. Entrambe le fazioni insorgenti hanno evitato di combattere le forze dell'Asse e della NDH, invece di concentrarsi su una lotta reciproca. Dopo l'operazione Trio, il leader partigiano Josip Broz Tito, il suo supremo quartier generale e la forza principale partigiana, che erano costituite dalla prima e dalla seconda brigata proletaria, si ritirarono dalla loro base operativa intorno a Foča. Dopo una breve riorganizzazione intorno alla montagna di Zelengora a sud-est di Foča, trasferirono le loro operazioni nella Bosnia occidentale per il resto del 1942.
L'operazione Trio coincise e ha contribuito alla polarizzazione dei ribelli quasi esclusivamente serbi nella Bosnia orientale in due gruppi: i cetnici serbo-sciovinisti e i partigiani multietnici e comunisti. Incoraggiati dalla propaganda di cetnica contro i croati e i bosniaci musulmani e respinto dalle politiche e dalle azioni dei comunisti della sinistra, molti combattenti contadini serbi lottaronna per la causa cetnica. Violenti colpi di guerra avvenivano contro la direzione comunista di tutti, tranne uno dei distacchi partigiani nella Bosnia orientale, e questi distacchi furono sconfitti da parte dei cetnici.
La maggior parte dei sopravvissuti comunisti combattenti di questi distaccamenti si unì alle forze partigiane, e molti si sono ritirati con Tito verso la Bosnia occidentale durante la lunga marcia partigiana. Nel giro di poche settimane dalla fine dell'operazione Trio soli 600 partigiani sono stati lasciati nella Bosnia orientale, che comprende il gruppo di "Battaglioni Shock" e il Distaccamento partigiano Birac. Tutte queste forze cercavano rifugio nella regione di Birač. Il movimento cetnico nella Bosnia orientale, nella migliore delle ipotesi una confederazione di signori della guerra locali, è stata rafforzata da defezioni di massa dai partigiani. Per un certo tempo governarono in gran parte della regione, dopo aver sistemato alloggi con il regime di Ustascia nel maggio e nel giugno del 1942.